# Atelographus susanae
Atelographus susanae är en skalbaggsart som beskrevs av Monné 1975. Atelographus susanae ingår i släktet Atelographus och familjen långhorningar. Inga underarter finns listade.